# 이성초등학교
이성초등학교는 대한민국 전북특별자치도 완주군에 있는 공립 초등학교이다.

## 학교 연혁
- 1942.09.01 사립이성학원 개원
- 1946.11.15 이성공립국민학교 개교(7학급 350명)
- 1948.09.01 이성국민학교 교명 변경
- 1949.07.28 제1회 졸업식(남21, 여11, 계 32명 졸업)
- 1981.03.02 병설유치원 개원
- 1996.03.01 이성초등학교로 교명 변경
- 2015.02.13 제67회 졸업식(총 2,568명 졸업)
- 2015.03.01 제26대 박선화 교장 부임
- 2015.03.01 초등 7학급 편성(138명), 유치원 2학급 편성(32명)

## 참고 자료
- 이성초등학교 - 한국교육학술정보원 학교알리미